# Livres des Chroniques
Pour les articles homonymes, voir Chronique.
Les Livres des Chroniques, דִּבְרֵי־הַיָּמִים Diḇrei Hayyāmîm (« Discours des jours »), forment un livre du Tanakh, originellement rédigé aux alentours du IVe siècle av. J.-C. comme un seul livre. La division en deux parties est tardive, initialement dans la Septante (LXX) puis, depuis la Vulgate dans les canons chrétiens et, finalement, à partir du XVe siècle, dans le texte hébreu. Ces deux livres s'intitulent dans la Septante Biblia tôn paraleipoménôn (Βιϐλία τῶν παραλειπομένων, « Livres des choses restantes »), et, dans la Vulgate, Paralipomenon qui Hebraice dicitur Dabreiamim id est Verba Dierum (« Paralipomenon, qui est appelé en hébreu Dabreiamim, c’est-à-dire mots des jours »).
On distingue généralement le Premier Livre des Chroniques (1 Ch) et le Deuxième Livre des Chroniques (2 Ch).
Les Chroniques proposent une histoire d'Israël depuis la création jusqu'au terme de l'Exil à Babylone, présentant d'abord de longues généalogies jusqu'à l'époque du roi David puis insistant ensuite sur la période des rois de Juda.

## Titre
Le titre du livre original hébreu est Divrei ha-Yamim, ce qui signifie « les paroles (ou les actes) des jours », dans le sens d'« annales ». Dans un commentaire en latin, Saint Jérôme  titre l'ouvrage Cronicon totius divinae historiae (« chronique de toute l'histoire divine »), appellation dont on tirera le nom usuel de « Chroniques ».
Cependant les traducteurs grecs de la LXX donnent un nom qui laisse penser que le texte serait une reprise des livres de Samuel et des Rois auxquels les auteurs auraient opéré des ajouts provenant de sources inconnues : ils parlent ainsi de « ce qui a été omis » ou Paralipomènes (du grec paraleipomena). Par après, les Chroniques ont longtemps été considérés comme une adaptation tardive du Livre de Samuel et du Livre des Rois mais la recherche du début du XXIe siècle estime qu'il s'agit plutôt d'une interprétation originale de la période de la royauté en Israël, et plus particulièrement la royauté à Juda après la scission en deux royaumes, par des rédacteurs lévites.

## Plan

### Place dans les canons
Dans la Bible hébraïque, les Chroniques sont généralement placées à la fin des Ketouvim (les Écrits) mais on les trouve également parfois au début des Écrits dans certains manuscrits espagnols, ou encore dans le Codex d'Alep et le Codex de Léningrad. Au contraire, dans la LXX, les Chroniques — sous le nom de Paralipomènes — sont placées au sein des livres historiques, avant les livres d'Esdras et de Néhémie, proposant ainsi l'ordre suivant : Rois, Chroniques, 1 Esdras et 2 Esdras (soit Esdras-Néhémie (en)). Cette distribution est reprise par les diverses versions canoniques chrétiennes dont la Vulgate - où le texte est encore titré paralipomenon - ou encore le canon éthiopien.

### Division et plans
La division en deux parties est tardive, initialement dans la Septante (LXX) puis adoptée à partir du XVe siècle dans les éditions en hébreu pour y devenir également la norme. Cette division en deux parties semble être une mesure de commodité due à la taille des rouleaux,.
Toutefois le texte massorétique permet d'établir une division en trois parties, fondée sur une approche chronologique. Celle-ci présente tout d'abord comme introduction, sous forme de généalogies, la période allant d'Adam à David, présentant « Israël en sa terre » (1 Ch 1-9) ; ensuite la monarchie sous David et Salomon, présentant « Israël en son unité » (1 Ch 10 - 2 Ch 9) ; enfin les successeurs de Salomon, de Roboam à Sédécias, la chute de Jérusalem et le décret de Cyrus, présentant « Israël en quête d'identité ».
Plusieurs plans du Livre des Chroniques ont pu être proposés mais on s’accorde généralement pour proposer un découpage en trois séquences:

## Datation et milieu de production

### Datation
La datation est l'objet de discussions, voire des controverses, qui ont pu proposer des dates oscillant de 515 à 190 avant l'ère commune. Néanmoins, et sans plus de précision, une fourchette entre 400 et 300 est généralement retenue par la recherche contemporaine,,.

### Milieu rédactionnel
Par commodité, le (ou les) rédacteur(s) anonyme(s) de l'ouvrage est habituellement appelé le « Chroniste » par la recherche.
Le rôle central que le texte semble accorder aux lévites incline à situer au sein de la tribu sacerdotale la rédaction de celui-ci. Le Chroniste propose une théologie en concurrence avec les rédacteurs sacerdotaux et le clergé aaronide, dans « une sorte de plaidoyer juridico-théologique » des lévites déclassés. Le Chroniste fait ainsi peut-être partie plus particulièrement d'un groupe de lévites qui ne sont pas partis en Exil et « se représentent Israël à partir de la tradition cultuelle de Jérusalem » : à la différence d'autres rédacteurs, le Chroniste ne considère pas la déportation en Babylonie comme une expérience fondatrice.

## Sources

### Sources bibliques
Les Chroniques, contrairement à ce que pourrait laisser penser l'autre nom Paralipomènes qui leur a été attribué, ne sont pas des compléments des livres de Samuel et des Rois. Ils s'en inspirent mais s'en distinguent aussi. D'autres livres, aujourd'hui disparus sont cités, comme le Livre des rois de Juda et d'Israël, les Actes du roi David, Les actes de Samuel le voyant, Les actes de Nathan le prophète... et ont pu servir de sources

### Rapports avec les Livres de Samuel et celui des Rois
Une partie importante des Chroniques est consacrée à la royauté en Israël et à Juda. Les livres relatent donc des évènements qui sont aussi évoqués dans les livres de Samuel et les Livres des Rois. Cependant, les buts poursuivis par l'écriture ne sont pas les mêmes dans les deux cas et des aspects sont plus ou moins développés. Ainsi l'histoire de David est plus brève, délaisse des moments largement présentés dans les Livres de Samuel comme l'épisode de Bethsabée. Au contraire, ce qui se rapporte au culte et au Temple de Jérusalem est plus important. De même, l'épisode du Jugement de Salomon n'apparaît pas dans les Chroniques. Cette importance pour le culte est aussi visible dans la façon de raconter les épisodes de l'histoire de Juda. L'essentiel du récit est fait avec cet éclairage même lorsqu'il s'agit de scènes de guerre.

### Rapports avec Esdras-Néhémie
Les études de la fin du XXe siècle tendent à montrer que, au contraire de ce que l'on a longtemps affirmé, le Chroniste ne peut être également l'auteur des livres d'Esdras et de Néhémie. Précédemment, l'argument de l'unité rédactionnelle - datant du XIXe siècle - reposait sur une affirmation du Talmud de Babylone stipulant qu'« Esdras écrivit son livre et les Chroniques, c'est-à-dire à la suite des générations jusqu'à lui-même. Et qui l'acheva ? Néhémie, fils de Halakia » et s'appuyait sur une analyse des analogies stylistiques et thématiques entre les textes. Mais les arguments stylistiques ont été en bonne partie réfutés, notamment par les travaux de Sara Japhet (en) et Hugh G. M. Williamson (en), bien que lesdits travaux n'aient pas alors emporté l'unanimité ni convaincu tous les exégètes.  
Les différences majeures entre les ouvrages sont cependant plus nombreuses, avec entre autres exemples : le prophétisme est important dans les Chroniques alors qu'il est dévalué dans Esdras-Néhémie ; par ailleurs, le traitement de l'Exode diffère profondément dans les différents textes, presque occulté dans les Chroniques quand il joue un rôle central et structurant pour Esdras-Néhémie ; mais, à l'inverse, on trouve une position centrale de la dynastie davidique dans le premier que l'on ne retrouve pas chez les seconds.
Néanmoins, le débat sur les rapports entre les différents textes n'est pas définitivement tranché.

## Thèmes et théologie
Alors que la chute des royaumes d'Israël et de Juda et l'exil qui a suivi pourraient signifier l'abandon du peuple hébreu par Dieu, le chroniste, qui écrit après le retour des Hébreux en Israël, suggère une retrouvaille à la condition que les règles, et principalement celles concernant le culte, édictées par Dieu soient suivies.
Pour rendre ce culte les lévites ont une part importante, bien que les fonctions sacerdotales appartiennent aux descendants d'Aaron. Le chroniste, que certains supposent faire partie de ce groupe, montre les lévites apportant leur soutien aux réformes cultuelles et parfois doués d'un esprit prophétique.